# Чистке у Турској 2016/17.
Чистке у Турској 2016/17. су тренутна серија чистки које спроводи Влада Турске по проглашењу ванредног стања услед неуспелог државног удара из 15. јула. Након моменталног хапшења војног особља оптуженог за покушај удара, хапшења су проширена тако да обухватају и друге елементе Турске војске, као и разне државне службенике и приватне бизнисмене. Ове потоње акције, које одражавају борбу за власт између секуларних и исламистичких политичких елита у Турској и које су постале познате као чистке, утичу на људе који нису били активни нити свесни пуча када се десио већ су оптужени за повезаност са Гуленовим покретом (група коју Влада оптужује за удар).
Десетине хиљада државних службеника и војника добила је отказ прве недеље након удара. На пример, 16. јула 2016. године, само дан након што је удар био осујећен, 2.745 судија је отпуштено и притворено. Ово је попраћено отпуштањем, притварањем или суспендовањем преко 100.000 званичника и службеника, а цифра се повећала на 110.000 до 4. новембра, на 125.000 након декрета од 22. новембра, досежући најмање 135.000 са декретима од 7. јануара од. око 160.000 након суспензија и хапшења 29. априла 2017. године.
Чистке су се такође прошириле и на медије; угашени су бројни телевизијски канали, новине и друга штампа, многи новинари су ухапшени, а последње што се десило је блокирање Википедије од априла 2017. Од почетка септембра, постударно ванредно стање омогућило је лако окретање против курдских група, а најзначајније је отпуштање око 12.000 курдских наставника и 24 изабрана градоначелника Курда те хапшење допредседавајућих Народне демократске партије за наводне везе са Курдистанском радничком партијом.